# スヴャトスラフ・フセヴォロドヴィチ (キエフ大公)
スヴャトスラフ・フセヴォロドヴィチ（ロシア語: Святослав Всеволодович、1123年頃 - 1194年7月25日）は、チェルニゴフ公・キエフ大公フセヴォロドの長男である。母はムスチスラフ（ムスチスラフ・ヴェリーキー）の娘マリヤ。ノヴゴロド公：1140年、トゥーロフ公：1142年、1154年 - 1155年、ヴォルィーニ公：1142年 - 1146年、キエフ大公：1173年、1176年 - 1181年、1181年 - 1194年。

## 生涯
1146年に父フセヴォロドが死ぬと、スヴャトスラフはキエフ大公位についたイジャスラフに助力してロストフ・スーズダリ公ユーリー（ユーリー・ドルゴルーキー）と戦った（1146年 - 1154年）。ユーリーが1157年に死亡した後は、チェルニゴフ公国を巡るイジャスラフと、オレグの子スヴャトスラフの闘争に、イジャスラフの側について参戦した（1157年 - 1161年）。
1176年、ルーシに侵入してきたポロヴェツ族に対し、キエフ大公ロマンの発した迎撃軍がロストヴェツの戦いで敗北すると、スヴャトスラフはキエフ大公位の譲渡を迫り、公位の奪取に成功した。さらに1180年にはドニエプル川沿岸で、ロマンの兄弟のダヴィドを攻撃するが、ロマン、ダヴィドの兄弟のリューリクにキエフを陥とされた。また、スヴャトスラフの娘婿であり同盟者のリャザン公ロマン(ru)が、ウラジーミル大公フセヴォロド（フセヴォロド大巣公）に攻撃されたため、スヴャトスラフは息子グレプを援軍に派遣するが、グレプは敗北して捕虜となり、リャザンもまたフセヴォロドに支配された。スヴャトスラフは挽回を期して遠征を繰り返すが、最終的には、リューリク、フセヴォロドと和平条約を締結した。キエフ大公位はスヴャトスラフに譲渡されたが、キエフ公国領域はリューリクとの共同統治となった。

## 子女
1143年、ポロツク公ヴァシリコの娘マリヤと結婚。子には以下の人物がいる。
- オレグ(ru) - スタロドゥーブ公
- フセヴォロド - キエフ大公
- ウラジーミル - ノヴゴロド公
- グレプ - チェルニゴフ公
- ムスチスラフ - チェルニゴフ公
- 娘 - リャザン公ロマン(ru)と結婚
- 娘 - トリポリエ公ムスチスラフと結婚
- ボレスラヴァ - 1167年、ガーリチ公ウラジーミルと結婚[4]。なお、イーゴリ軍記の著者と推測する説がある[5]。